# Preußisches Regierungsgebäude (Koblenz)

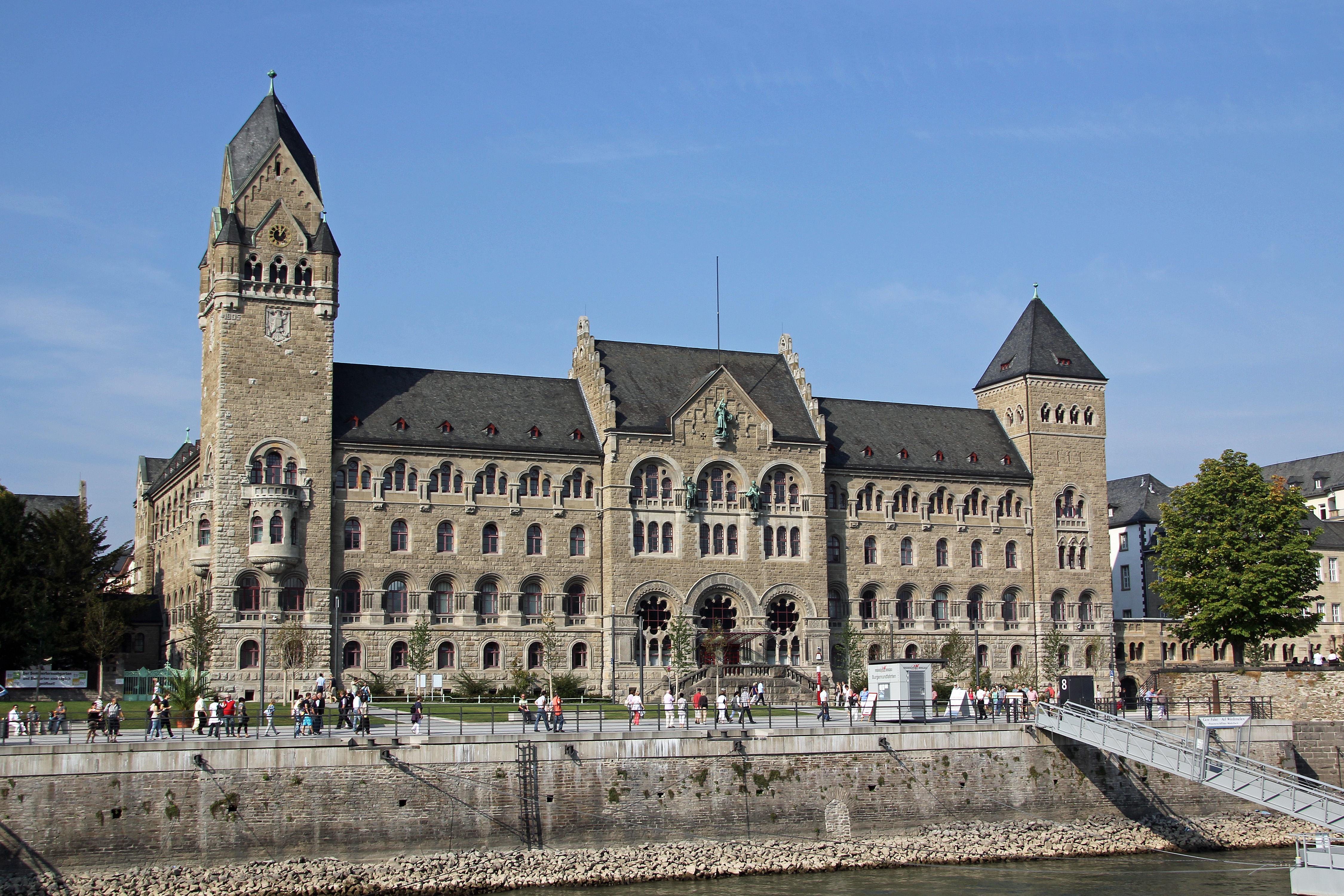
Ehem. preußisches Regierungsgebäude in Koblenz, heute Sitz des BAAINBw

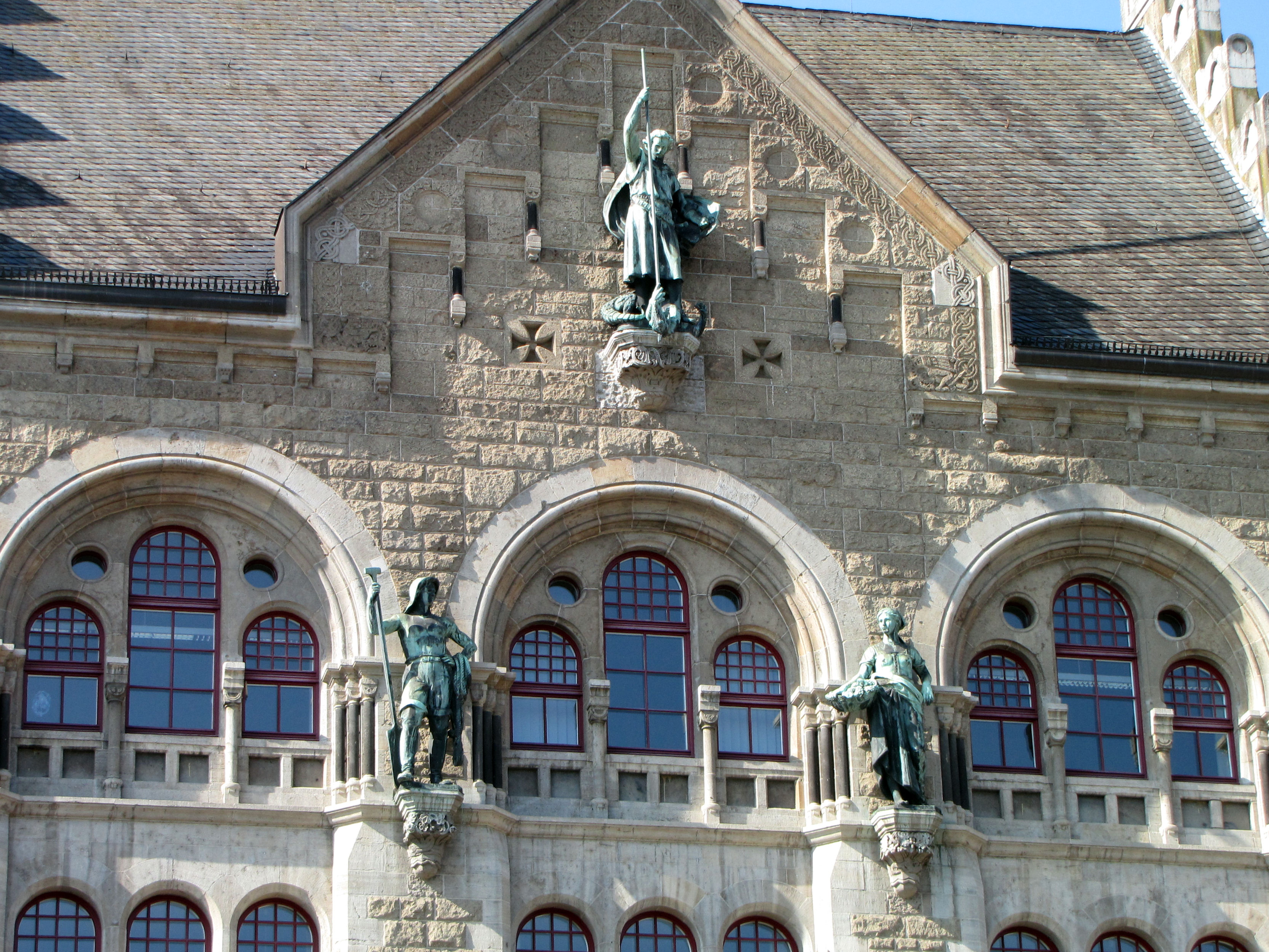
Kupferplastiken an der Frontfassade

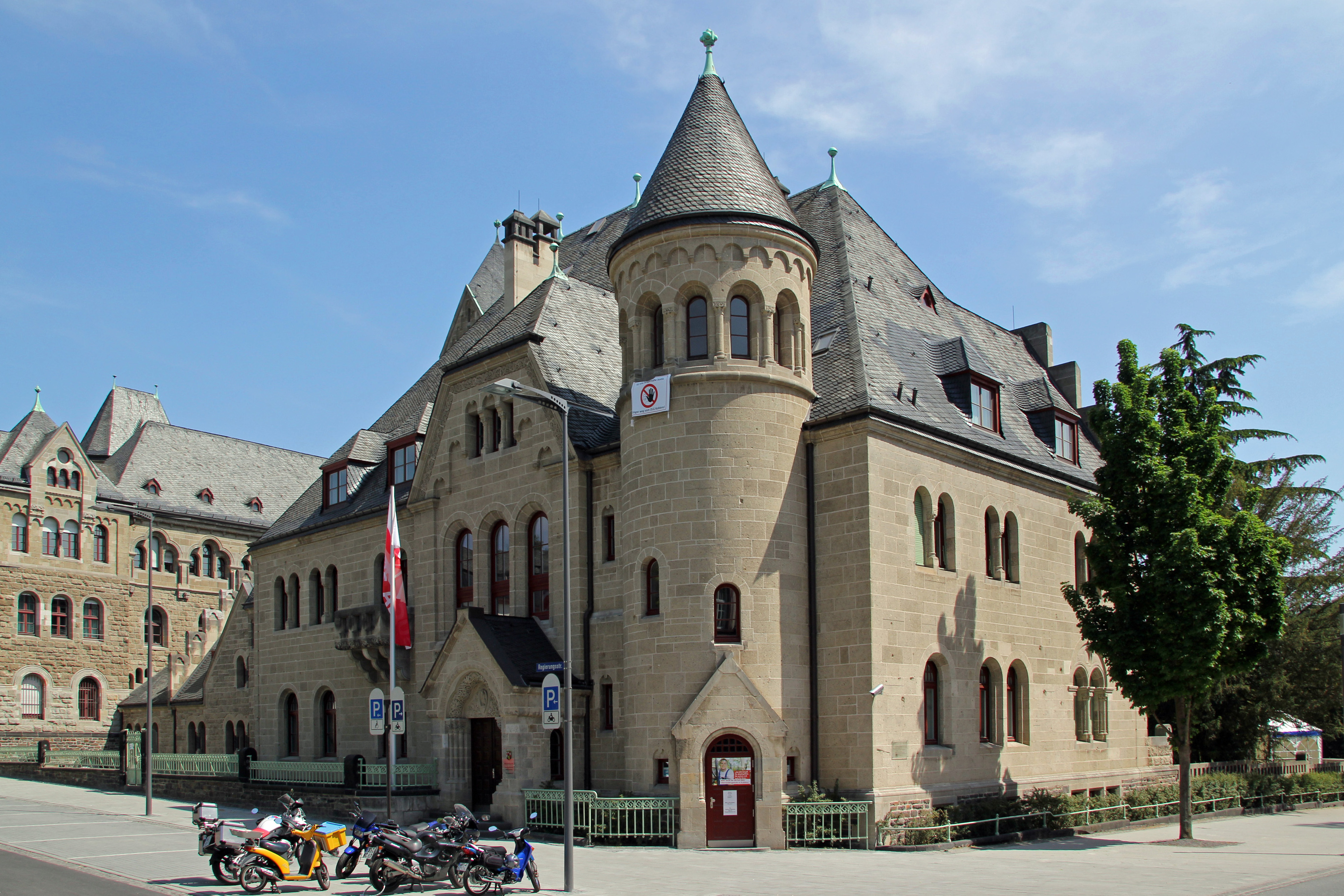
Die ehemalige Dienstvilla des Regierungspräsidenten, heute Sitz des Oberlandesgerichts Koblenz

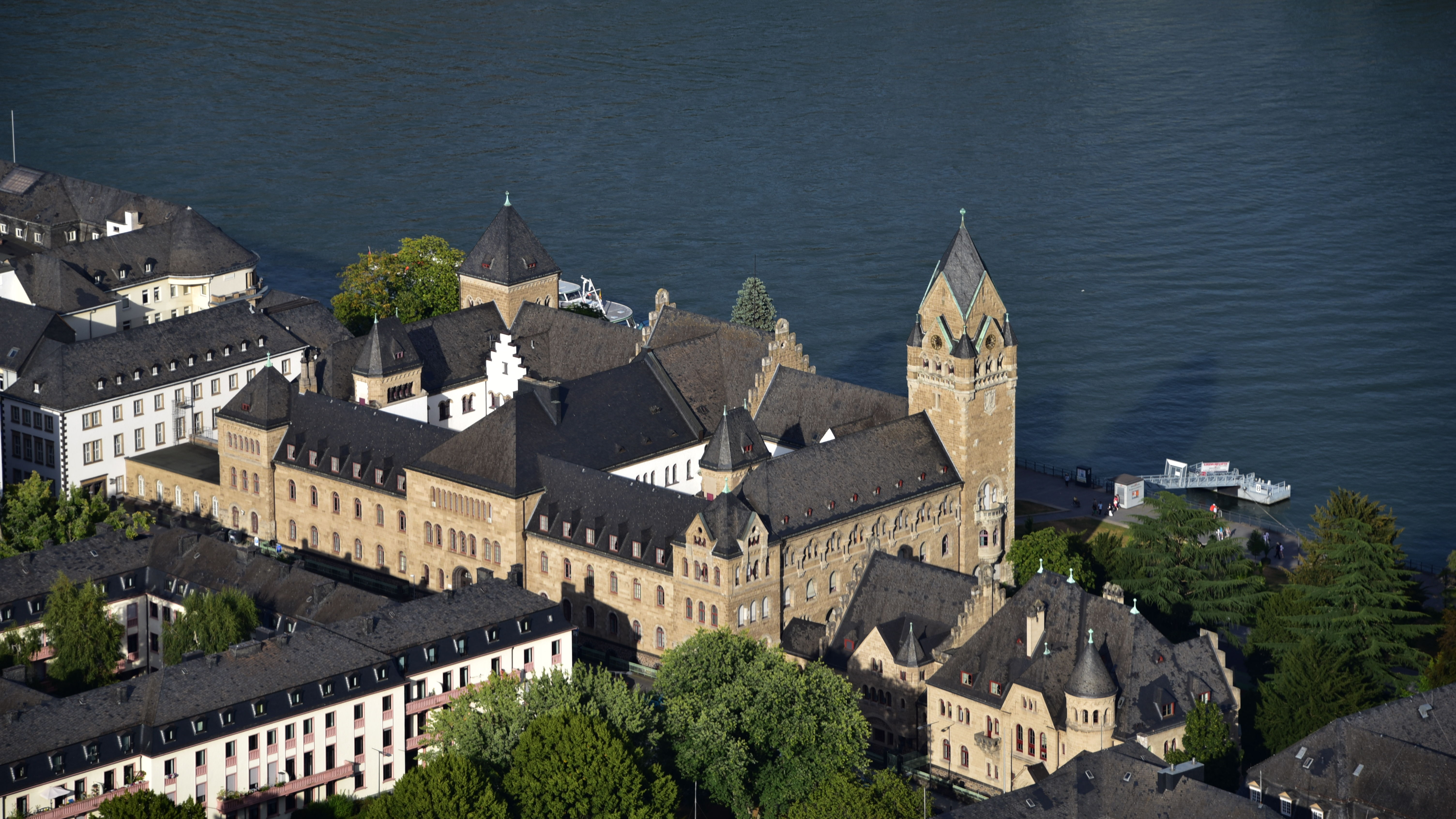
Luftaufnahme (2016)

Das preußische Regierungsgebäude in den Rheinanlagen von Koblenz war der Sitz der preußischen Regierung für den Regierungsbezirk Koblenz in der Rheinprovinz und des Hauptsteueramtes. Im Hauptbau ist heute das Bundesamt für Ausrüstung, Informationstechnik und Nutzung der Bundeswehr (BAAINBw) untergebracht. Die angeschlossene ehemalige Dienstvilla des Regierungspräsidenten beherbergt Abteilungen des Oberlandesgerichtes Koblenz. In unmittelbarer Nähe befindet sich das ehemalige Oberpräsidium der Rheinprovinz. Es bildet zusammen mit dem benachbarten Koblenzer Hof ein stadtbildprägendes Ensemble am Rheinufer.

## Geschichte
Vor dem Bau stand an gleicher Stelle ein Viereckturm der Koblenzer Stadtmauer und ein Vorgängergebäude der preußischen Regierung, das ab 1723 unter Kurfürst Franz Ludwig von der Pfalz nach Plänen von Johann Georg Judas errichtet worden und als Priesterseminar, Hospital für alte Geistliche und Waisenhaus gedacht war. Seit der Verlegung der Residenz auf das linke Rheinufer unter dem letzten Kurfürsten Clemens Wenzeslaus von Sachsen beherbergte es die Regierung von Kurtrier und wurde deshalb auch wie sein Vorgänger in Ehrenbreitstein Dikasterialbau genannt. In preußischer Zeit wurde es weiterhin als Behördensitz und Archiv genutzt. Da dieses ohnehin zu kleine Gebäude aber 1901 abbrannte, wurde ein Neubau notwendig: vorher war noch eine Erweiterung geplant.
Das preußische Regierungsgebäude wurde 1902 bis 1905 im neuromanischen Stil unter Leitung des Berliner Baurats Paul Kieschke und des Koblenzer Bauamts erbaut. Damit verbunden ist das villenartige Wohnhaus des Regierungspräsidenten mit Festsaal an der Südseite. Kaiser Wilhelm II. nahm 1902 eigenhändige Planänderungen an Türmen und Dächern vor, womit er eine Anknüpfung an die als Vorbild nationaler Größe angesehene Stauferzeit herstellen wollte. An der Nordseite schließt sich ein 1904 bis 1905 errichteter Erweiterungstrakt an, der das Hauptsteueramt aufnahm.
Der Gebäudekomplex überstand den Zweiten Weltkrieg fast unbeschädigt. Seit 1961 befindet sich im ehemaligen Regierungsgebäude das Präsidium des Bundesamtes für Wehrtechnik und Beschaffung (heute: BAAINBw). 1993 wurde die umfassende Restaurierung des Hauptgebäudes abgeschlossen. Dabei wurde der ursprüngliche Zustand so weit wie möglich wiederhergestellt. Die Dienstvilla des Regierungspräsidenten wird seit 1978 vom Oberlandesgericht Koblenz genutzt.

## Bau
Der 158 m lange neoromanische Bau, der einst die (Bezirks-)Regierung für den Regierungsbezirk Koblenz und das Hauptsteueramt beherbergte, wurde auf einem hohen Sockelgeschoss errichtet. Die monumentale Anlage, die auf der Rheinseite viergeschossig und auf der Rückseite zweigeschossig ist, steht auf einem symmetrischen, rechteckigen Grundriss. Der Bau um zwei Binnenhöfe mit Seitenflügeln erlangt durch große, zueinander asymmetrische Ecktürme und durch bossierte Tuffsteinverkleidung der Fassaden eine burgartige Wirkung. Der Sitzungsraum ist als eigener Saalbau herausgerückt und hat einen Übergang zur Dienstwohnung des Regierungspräsidenten. Die Hauptfront am Rheinufer mit dem wuchtigen giebelbekrönten Mittelrisalit und Rücklagen steht allerdings in der Tradition barocker Schlossfassaden. Das Eingangsportal wurde 1993 mit einem modernen Vorbau aus Glas und Stahl ergänzt. Darüber finden sich anspruchsvolle Bildhauerarbeiten mit Kopfbildern von Karl dem Großen und Friedrich I. Barbarossa, dahinter ein monumentales, reich geschmücktes Treppenhaus mit gewölbten Hallen. Die stadtbildprägende Frontfassade zieren drei Kupferplastiken mit dem heiligen Georg sowie Allegorien auf den Weinbau (weibliche Figur) und die Schifffahrt (männliche Figur) der Gebrüder Hugo und Ludwig Cauer. Im vor der Dienstvilla des Regierungspräsidenten gelegenen Garten steht eine Stele aus Säulenbasalt mit einer Inschrift, die an den Brand des alten Regierungsgebäudes 1901 und den anschließenden Neubau erinnert.

## Denkmalschutz
Das Preußische Regierungsgebäude ist ein geschütztes Kulturdenkmal nach dem Denkmalschutzgesetz (DSchG) und in die Denkmalliste des Landes Rheinland-Pfalz eingetragen. Es liegt am Konrad-Adenauer-Ufer 8–12.
Seit 2002 ist das Preußische Regierungsgebäude Teil des UNESCO-Welterbes Oberes Mittelrheintal. Des Weiteren ist es ein geschütztes Kulturgut nach der Haager Konvention und mit dem blau-weißen Schutzzeichen gekennzeichnet.